# Kandal
Kandal is een provincie (khett) in het zuidoosten van Cambodja, de hoofdstad is Ta Khmau. De provincie omringt de stad Phnom Penh volledig en grenst aan de provincies Kampong Speu en Takeo in het westen, Kampong Chhnang en Kampong Cham in het noorden, Prey Veng in het oosten en deelt een internationale grens met Vietnam in het zuiden.
Het is de tweede meest dichtbevolkte provincie van Cambodja, na de hoofdstad Phnom Penh. De hoofdstad en grootste stad is Ta Khmao, ongeveer 8 km ten zuiden van het centrum van Phnom Penh. Kandal is een van de rijkere provincies van het land.

## Aardrijkskunde

### Fysiek
De provincie Kandal omringt de hoofdstad Phnom Penh volledig. De provincie maakt ook deel uit van het grotere Phnom Penh Metropolitan Area met meer dan een miljoen mensen die in en rond de provincie wonen. De grens tussen de twee provincies is bijna onherkenbaar. De provincie bestaat uit een typisch nat vlak gebied met rijstvelden en andere landbouwplantages. De gemiddelde hoogte van de provincie is niet meer dan 10 meter boven het zeeniveau. De provincie heeft ook twee van de grootste rivieren van het land, de Bassac en de Mekong.

### Klimaat
De provincie heeft een warm en vochtig tropisch klimaat. Het regenseizoen begint normaal gesproken in mei en loopt tot en met oktober, terwijl de rest van het jaar het droge seizoen is. De warmste periode van het jaar valt tussen maart en mei, terwijl de koelste periode van november tot maart is.

## Economie
De provincie Kandal fungeert als een economische gordel van de hoofdstad Phnom Penh. Landbouw en visserij zijn de twee belangrijkste industrieën van de provincie. De belangrijkste producten zijn onder meer palmolie, pinda's, rijst en peper. Naast landbouw en visserij ondersteunt de provincie ook bloeiende huisnijverheid die gespecialiseerd is in houtsnijwerk, zijde en handwerk. Veel kledingfabrieken zijn gevestigd in de provincie Kandal, die meer dan 500.000 werknemers in dienst heeft.